# Гамильтонова теория поля
В применении к классической теории поля известная симплектическая гамильтонова теория принимает форму повременного гамильтонова формализма на бесконечномерном фазовом пространстве, где каноническими переменными являются полевые функции в каждый отдельный момент времени. Такой гамильтонов формализм используется в квантовой теории поля и, в частности, при квантовании калибровочных полей, но он не описывает классические поля подобно лагранжеву формализму.
Действительным гамильтоновым аналогом лагранжевой классической теории поля является ковариантная гамильтонова теория поля, где канонические моменты {\displaystyle p_{i}^{\mu }} соответствуют производным полей по всем пространственно-временным координатам {\displaystyle x^{\mu }}, а не только по времени. Например, ковариантные уравнения Гамильтона эквивалентны уравнениям Эйлера — Лагранжа в случае гиперрегулярного лагранжиана. Гамильтонова теория поля развивается в вариантах Гамильтона — Де Дондера, полисимплектического, мультисимплектического и {\displaystyle k}-симплектического формализмов. Фазовым пространством гамильтоновой теории поля является полисимплектическое или мультисимплектическое многообразие.
В частности, неавтономная гамильтонова механика формулируется как гамильтонова теория поля на расслоениях над осью времени {\displaystyle \mathbb {R} }.